# Аеродром Авалон
Међународни аеродром Мелбурн Авалон (енгл. Melbourne Avalon Airport) се налази у четврти Авалон, 15 km северно од града Џилонг и 55 km југозападно од Мелбурна. Један је од највећих мелбурнских аеродрома. Кроз аеродром је 2005. прошло више од 620.000 путника. Овде су смештене и техничке базе Квантас.
14. јуна 2007. године је објављено да ће Аеродром Авалон примити прве редовне међународне летове - из Куала Лумпур од 8. септембра 2007. године од малезијске нискотарифне авио-компаније ЕрАзија X са авионом Ербас А330.

## Историја
Аеродром Авалон је отворен 1953. године. Касније, 1958, Квантас је на аеродрому отворио пилотску Академију.

## Авио-компаније и дестинације
- Квантас
  - Џетстар ервејз (Аделејд, Бризбејн, Перт, Сиднеј)